# Oscar Paquay
Oscar François Benoît Paquay (Lessines, 5 décembre 1851 - 20 juillet 1899) est un député belge.

## Carrière
Professeur de formation, il s'affilia au Parti ouvrier belge (POB). En 1894, il est élu député au parti socialiste dans l'arrondissement de Soignies, grâce à l’entrée en vigueur du principe du suffrage universel et pluraliste en Belgique (vote plural), mandat qu'il occupa jusqu'au sa mort. Une rue porte son nom dans sa ville natale de Lessines.

## Publication
- Le prolétaire urbain et rural, Bruxelles (1895).